# Петар Пан (музичка група)
Петар Пан је југословенски и српски рок бенд основан 1986. године у Београду.

## Историјат

### 1986—1996
Бенд је основан 1986. године, а прве године радио је припреми деби лабума. Након неколико промена у саставу, формиран је подразумевани састав у којем су били Дејан Милошевић (гитара, вокал), Верољуб Спасић (бубњеви), Вангели Дундас (гитара) и бивши члан Мргуда Предраг Иванићевић (бас гитара). Године 1989. бенд је освојио прво место на такмичењу демо бендова Београдског пролећа. Награда је била уговор са ПГП РТБ-ом, међутим бенд никада није добио прилику за снимање албума.
Током 1989. бенд је објавио свој деби албум Од мржње до љубави за независну издавачку кућу Rockland. Већину песама на албуму написао је Дејан Милошевић . Њихов наредни албум под називом 1 објављен је 1991. године, такође за Rockland. Песме на албуму биле су мелодичног рок звука, са хит-песмама попут Птица и Боже правде, коју је компоновао Драгутин Савић.
Године 1993. Милошевић је напустио бенд, а заменио га је бивши члан загребачког бенда Dum Dum Boys, Дражен Ковачевић. Заједно са њим, бенд је снимио албум Био једном један рокенрол, који је 1996. године објављен за ITMM. Албум је продуцирао Драгољуб Спасић, а на песмама је гостовао Небојша Сумеуновић Сабљар, фронтмен бенда Џа или Бу. Након објављивања албума бенда је окончао своју активност.

### Након распуштања бенда
Након распуштања бенда, Спасић је прешао у бенд Еклиника Мортале, са којима је 1996. године снимио албум Млевено месо. Након тога био је члан бенда QRVE, као и члан групе Del Arno Band, са којима је снимио албум Време воде, 2005. године.

### Поновно оснивање бенда
Године 2015. поново је састављен бенд Петар Пан, са Милошевићем (гитара, вокал), Марком Маровићем (гитара, вокал), Недељком Стојковићем (бас гитара, вокал) и Николом Вукотићем (бубњеви, вокал). Групе ја објавила свој поврантички сингл Алкохол у октобру 2015. године.
Током новембра 2016. године бенд је издао сингл Желим да ти кажем.
Године 2018. бенд је издао четврти студијски албум под називом Бежим одавде. На албуму се нашао сингл Страх, који је објављен у септембру 2017. године.</ref> was released through Ammonite Records.

## Дискографија
- Од мржње до љубави (1989)
- 1 (1991)
- Био једном један рокенрол (1996)
- Бежим одавде (2018)